# Державні премії Вірменії
Державні премії Вірменії — низка премій Республіки Вірменії створених з метою заохочення авторів і оцінки найкращих творів, відкриттів (винаходів) та праць в сферах вітчизняної літератури та мистецтва, гуманітарних і суспільних наук:
- у сфері літератури і мистецтва премії присуджують за видатні твори;
- у сфері архітектури та містобудування — за найкращі роботи (самобутні проєкти) та завершення будови або комплекси;
- у сфері точних і природничих наук — за значні, видатні відкриття (винаходи), результати яких істотно збагатили вітчизняну і міжнародну науку і зробили істотний вплив на науково-технічний прогрес;
- у сфері гуманітарних і суспільних наук — за видатні праці.

Премію присуджують щодва роки.
За сферами премії розподілені в наступній пропорції:
- у сфері літератури і мистецтва:
  - в галузі літератури та публіцистики — одна премія;
  - в галузі музики — одна премія;
  - в галузі образотворчого мистецтва — одна премія;
  - в галузі театрального мистецтва і кіномистецтва — одна премія;
- у сфері архітектури та містобудування — одна премія;
- у сфері точних і природничих наук — одна премія;
- у сфері гуманітарних і суспільних наук — одна премія.

Як премія вручаються: свідоцтво про лауреата премії, нагрудний знак та грошова премія в розмірі 5 000 000 драмів.

## Порядок присудження премій
Комітет з Державних премій Республіки Вірменії у рік проведення конкурсу за допомогою одних і тих же засобів масової інформації повідомляє про проведення конкурсу, а також про подання пропозицій щодо претендентів на премію.
Твори літератури і мистецтва, роботи в галузі архітектури і містобудування, які претендують на премію, можуть заявлятися з боку авторів, творчих об'єднань, а також інших організацій сфер літератури і мистецтва, архітектури та містобудування.
Відкриття (винаходи) і праці у сферах точних і природничих, гуманітарних і суспільних наук можуть претендувати на премію з боку Міністерства освіти і науки Республіки Вірменії, Державного комітету з науки в сфері управління освітою і наукою Республіки Вірменії, Президії Національної Академії Наук Республіки Вірменії, відділень НАН Республіки Вірменії, державних науково-дослідних інститутів і центрів, вчених рад державних і ліцензованих недержавних вузів.
На Конкурс можуть заявлятися лише ті твори, відкриття (винаходи) і праці, які вперше здійснені (опубліковані, випущені, виконані, показані, побудовані, завершені, поставлені на сцені) протягом двох років, що передують дню завершення терміну подання пропозицій про претендентів на премію в сферах літератури та мистецтва, архітектури та містобудування, а в сферах точних і природничих наук, гуманітарних і суспільних наук — протягом трьох попередніх років.
Твори, відкриття (винаходи), праці як претенденти на премію представляються комісіям до 1 вересня конкурсного року.
При поданні творів, відкриттів (винаходів) та праць як претендентів на премію до них додаються письмові позитивні відгуки щодо твору трьох фахівців цієї сфери. У відгуках повинні бути обґрунтованим чином представлені ті обставини, які роблять цей твір гідним премії.
При подачі заявки на премію представляється також коротка інформація щодо автора (авторів) твору, відкриття (винаходу) і праці, а також щодо його (їх) діяльності в цій області.
Представлені як претенденти на премію твори, відкриття (винаходу) і праці обговорюють, організовують і проводять вибір претендентів на конкурс комісії.
Склад комісій, відповідно до зазначених сфер і галузей, затверджує і змінює розпорядження Президента Республіки Вірменії.
Кожна комісія складається з дев'яти членів.
Членство в комісіях здійснюється на добровільній основі, і члени комісій виконують свої обов'язки на громадських засадах.
Члени комісій не можуть претендувати на отримання державних премій за свої твори, відкриття (винаходи) і праці.
Комісії за сферами точних і природничих наук, гуманітарних і суспільних наук можуть направляти відкриття (винаходи) і праці кандидатів на премію, а також додані до них матеріали на незалежну експертизу з метою визначення відповідності встановленим вимогам.
Комісії представляють Президенту Республіки Вірменії пропозиції щодо присудження премій не раніше, ніж 1 грудня конкурсна року і не пізніше, ніж 15 грудня.
На підставі пропозицій комісій про присудження премій премії присуджує Президент Республіки Вірменії, відповідним указом.
У разі присудження премії співавторам творів, відкриттів (винаходів) і праць, грошова премія розподіляється між співавторами в рівних частках, кожному вручається також нагрудний знак і свідоцтво.
Нагрудний знак і свідоцтво померлого лауреата вручається його сім'ї, а грошова премія перераховується його спадкоємцям у порядку, встановленому законодавством Республіки Вірменії.